# Ніколаєв Костянтин Кузьмич
Костянтин Кузьмич Ніколаєв (1 червня 1910, місто Мосальськ, тепер Калузької області, Російська Федерація — 25 травня 1972, місто Москва, Російська Федерація) — радянський державний діяч, 1-й секретар Свердловського обкому КПРС, голова Свердловського облвиконкому. Кандидат у члени ЦК КПРС у 1961—1966 роках. Член ЦК КПРС у 1966—1971 роках. Депутат Верховної ради РРФСР 2-го скликання. Депутат Верховної Ради СРСР 3—8-го скликань.

## Життєпис
Народився в родині сільського вчителя. Початкову освіту здобув у батьків. У 1922—1923 роках — учень семирічної школи села Путогіно Мосальського повіту. У 1923—1926 роках — учень школи ІІ ступеня із педагогічним нахилом міста Мосальська.
У лютому — травні 1927 року — учитель школи І ступеня села Філіно Мосальського повіту. У травні — вересні 1927 року — помічник рахівника товариства споживчої кооперації села Барсуки Мосальського повіту. У вересні 1927 — березні 1928 року — завідувач школи І ступеня села Глагольня Мосальського повіту.
У березні 1928 — березні 1929 року — рахівник, у березні 1929 — січні 1930 року — голова правління товариства споживчої кооперації села Барсуки Мосальського повіту. З січня по квітень 1930 знову працював рахівником товариства споживчої кооперації села Барсуки. Навесні 1930 року переїхав до міста Свердловська.
У квітні — листопаді 1930 року — рахівник, у листопаді 1930 — березні 1931 року — бухгалтер управління благоустрою Свердловської міської ради.
У березні — липні 1931 року — бухгалтер, у липні 1931 — липні 1932 року — кресляр, у липні 1932 — січні 1933 року — технік-конструктор, у січні — квітні 1933 року — підручний слюсаря, у квітні — вересні 1933 року — технік-кошторисник, у вересні 1933 року — технік-нормувальник тресту «Уралсантехбуд» міста Свердловська.
Одночасно з 1931 року — студент Вищих санітарно-технічних курсів при комбінаті вечірньої робітничої освіти Уралбудіндустрії, після їх закриття з 1932 по 1933 рік був студентом вечірнього Уральського будівельного інституту.
У вересні 1933 — березні 1936 року — студент будівельного факультету Уральського індустріального інституту в Свердловську, інженер-будівельник за фахом «водопостачання і каналізація».
У квітні 1936 — серпні 1941 року — асистент кафедри водопостачання і каналізації будівельного факультету Уральського індустріального інституту. Одночасно у березні 1938 — квітні 1939 року — заступник декана будівельного факультету, в квітні — жовтні 1939 року — заступник начальника навчально-виробничого відділу інституту.
Член ВКП(б) з березня 1940 року.
У травні — серпні 1941 року — секретар партійного бюро Уральського індустріального інституту.
У серпні 1941 — серпні 1942 року — завідувач відділу машинобудування Свердловського міського комітету ВКП(б).
У серпні 1942 — серпні 1943 року — секретар Свердловського міського комітету ВКП(б) із машинобудування.
У серпні 1943 — березні 1944 року — заступник секретаря Свердловського міського комітету ВКП(б) із оборонної промисловості — завідувач відділу оборонної промисловості Свердловського міського комітету ВКП(б).
У березні 1944 — листопаді 1946 року — 1-й секретар Ленінського районного районного комітету ВКП(б) міста Свердловська.
У листопаді 1946 — 25 лютого 1949 року — 1-й заступник голови виконавчого комітету Свердловської обласної ради депутатів трудящих.
25 лютого 1949 — 28 квітня 1962 року — голова виконавчого комітету Свердловської обласної ради депутатів трудящих.
28 квітня 1962 — січень 1963 року — 1-й секретар Свердловського обласного комітету КПРС. Одночасно 18 грудня 1962 — 15 січня 1963 року — голова Організаційного бюро Свердловського обласного комітету КПРС із промислового виробництва.
15 січня 1963 — 25 грудня 1964 року — 1-й секретар Свердловського промислового обласного комітету КПРС.
25 грудня 1964 — 6 січня 1971 року — 1-й секретар Свердловського обласного комітету КПРС.
З січня 1971 року — персональний пенсіонер союзного значення в місті Свердловську.
У жовтні 1971 — 25 травня 1972 року — доцент кафедри технології води і водного господарства будівельного факультету Уральського політехнічного інституту імені Кірова в Свердловську.
Помер 25 травня 1972 року в Москві після хірургічної операції на онкологічне захворювання. Похований на Широкорєченському цвинтарі міста Свердловська (Єкатеринбурга).

## Нагороди
- три ордени Леніна (.03.1958, .08.1966, .05.1970)
- два ордени Трудового Червоного Прапора (.10.1957, .05.1960)
- медаль «За трудову доблесть» (1959)
- медаль «За доблесну працю у Великій Вітчизняній війні 1941—1945 рр.» (1945)
- медаль «За доблесну працю. В ознаменування 100-річчя з дня народження Володимира Ілліча Леніна» (1969)
- медалі